# Horace Wells
Horace Wells (ur. 21 stycznia 1815 w Hartford, zm. 24 stycznia 1848 w Nowym Jorku) – amerykański stomatolog, pionier anestezjologii.

## Życiorys
Stomatologię Wells studiował w Bostonie tylko przez dwa lata 1834-36. Następnie rozpoczął praktykę dentystyczną w Hartford w stanie Connecticut, konstruował narzędzia stomatologiczne, był wynalazcą stopu lutowniczego do protez zębowych.
Propagował prawidłową higienę jamy ustnej przy udziale szczoteczki do zębów. Był autorem znanego sloganu: „Czysty ząb się nie zepsuje”.

Zauważył przeciwbólowe działanie podtlenku azotu podczas pokazu działania „gazu rozweselającego” zorganizowanego w Hartford w celach rozrywkowych. Po wypróbowaniu na sobie, w 1844 roku zaczął go używać do znieczulania pacjentów podczas zabiegów dentystycznych. Po wielu udanych próbach, doceniając znaczenie swojego odkrycia, zademonstrował działanie podtlenku azotu w Bostonie 17 stycznia 1845 roku, które skończyło się niepowodzeniem.
Powrócił do Hartford, gdzie w swojej praktyce dalej stosował podtlenek, a także eksperymentował (głównie na sobie) z innymi gazami.
Jego uczeń i wspólnik, William Thomas Green Morton zaczął stosować do anestezji eter. Dążył do tego by wzbogacić się i przede wszystkim pragnął otrzymać tytuł prekursora anestezjologii. 
Także amerykański chemik i lekarz, Charles Jackson, który podsunął Mortonowi pomysł użycia eteru, pretendował do tego tytułu. Morton i Jackson przez lata toczyli o to zajadły spór, nie licząc się z Wellsem.
Wells długo nie był świadom tej walki. Z czasem jednak opublikował oświadczenia w Hartford Courant i Boston Medical and Surgical Journal, że to on jest odkrywcą narkozy. Wiadomości te dotarły do Europy i kiedy w 1847 roku wyjechał do Paryża znany był tam jego udział w wynalazku. Opublikował tu sprawozdanie o swoim odkryciu : Historia wynalazku zastosowania gazu rozweselającego, eteru i innych gazów przy operacjach chirurgicznych, które wysłał do Paryskiego Towarzystwa Medycznego.
Po powrocie do Stanów Zjednoczonych zamieszkał w Nowym Jorku. Nie praktykował już jako dentysta, lecz udzielał lekarzom bezpłatnych porad dotyczących sedacji wziewnej podczas operacji.
Jednocześnie Wells eksperymentował z eterem, a później z chloroformem, co poskutkowało licznymi halucynacjami. Wskutek jednej z nich 21 stycznia 1848 r. oblał kwasem siarkowym idącą ulicą kobietę, został przez policję zatrzymany na gorącym uczynku i aresztowany. Trzy dni później zmarł śmiercią samobójczą w nowojorskim areszcie.
Kilka dni po jego śmierci na posiedzeniu Paryskiego Towarzystwa Medycznego uznano, że Horace Wells jako pierwszy odkrył i zastosował gazy do przeprowadzenia bezbolesnych operacji.
W 1864 roku Amerykańskie Stowarzyszenie Stomatologiczne uhonorowało Wellsa, pośmiertnie, jako odkrywcę nowoczesnego znieczulenia, a Amerykańskie Stowarzyszenie Medyczne uznało osiągnięcia Wellsa w 1870 roku.
Horace Wells został pochowany w Hartford, na  cmentarzu Cedar Hill.

## Upamiętnienie
- Pomnik Wellsa w Paryżu[2]
- Pomnik Horacego Wellsa w Hartford, Connecticut - Bushnell Park[6]